# El Farigoler
El Farigoler és una masia de l'Esquirol (Osona) inclosa a l'Inventari del Patrimoni Arquitectònic de Catalunya.

## Descripció
Masia de planta quadrada (8 x 8) coberta a dues vessants amb el carener perpendicular a la façana situada a migdia. El cos original presenta annexes recents i també antics voltants de totes les façanes excepte la principal. Els dos laterals utilitzats com el garatge i l'altre com a cobert. La façana principal presenta el portal desplaçat de la línia del carener i les finestres presenten simetria. Les altres façanes són pràcticament cegues i sense simetria. Les obertures tenen la majoria els emmarcaments de pedra picada. La llinda del portal principal està datada (1753) i presenta inscripcions. Tot l'edifici té una línia molt equilibrada.

## Història
Antiga masia del segle xviii documentada des del segle xii. Apareix mencionat en el "Nomenclator de la Provincia de Barcelona. Partido Judicial de Vich. 1860" com casa de pagès.